# Orla Perć

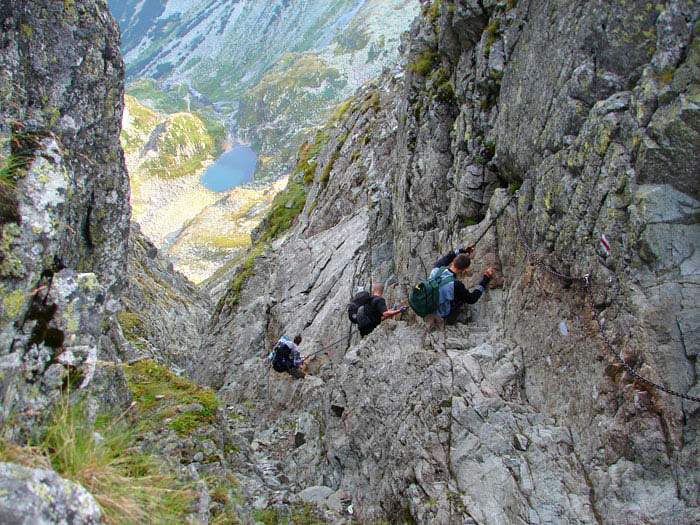
Abstieg vom Kozi Wierch

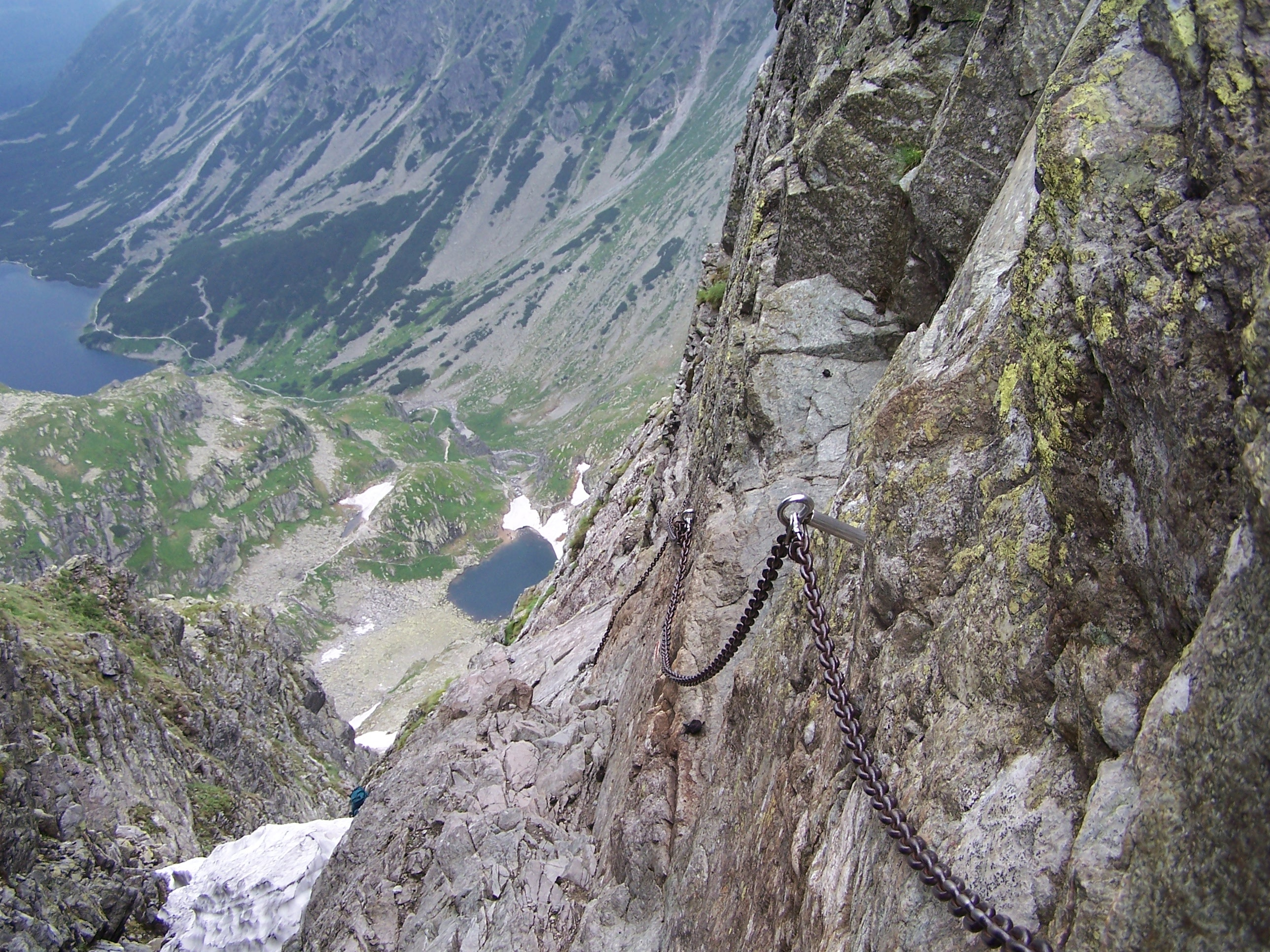
Zmarzła Przełączka Wyżnia

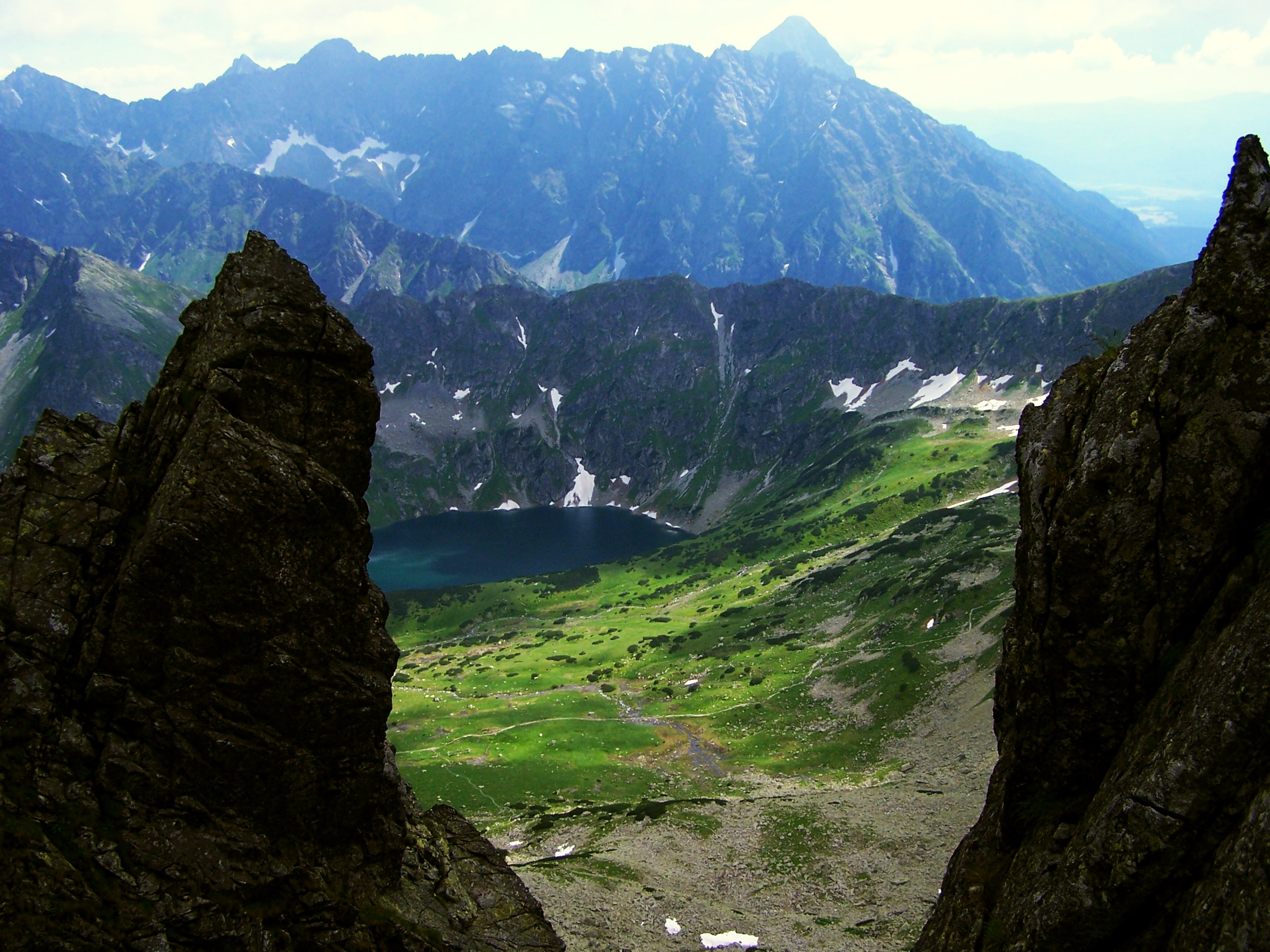
Blick ins Fünf Polnische Seen Tal

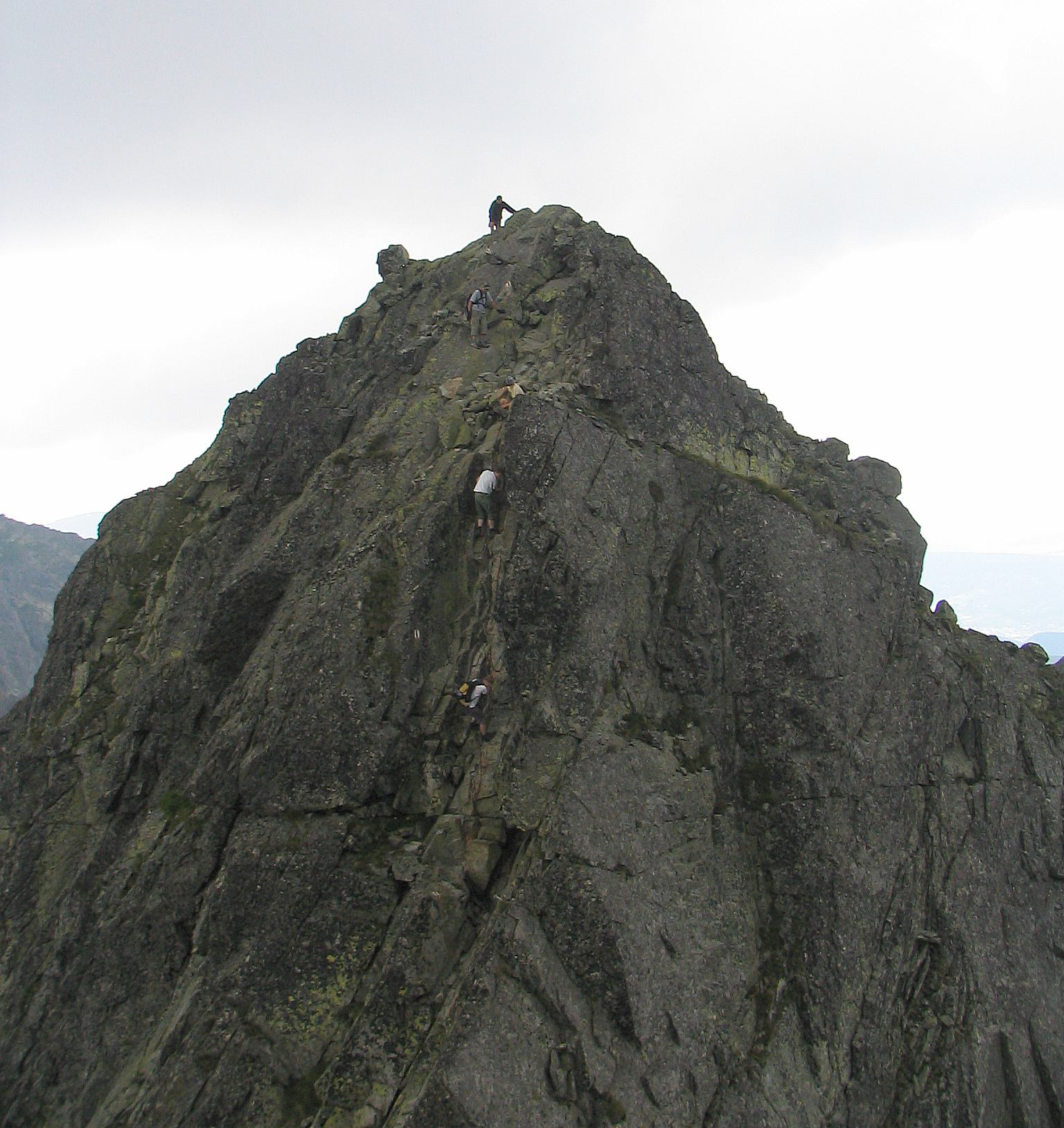
Der Weg hinab von den Kozie Czuby

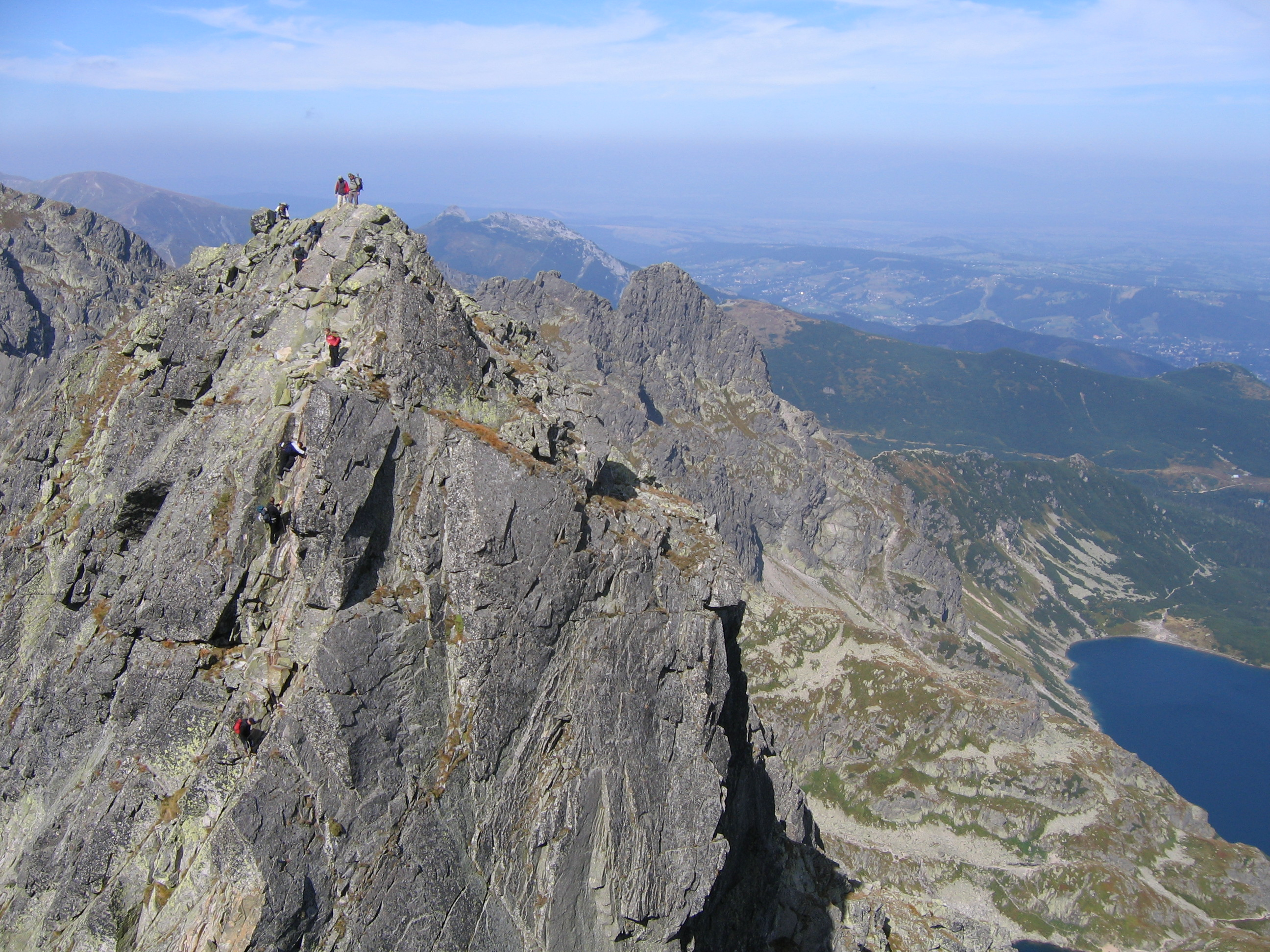
Kozie Czuby

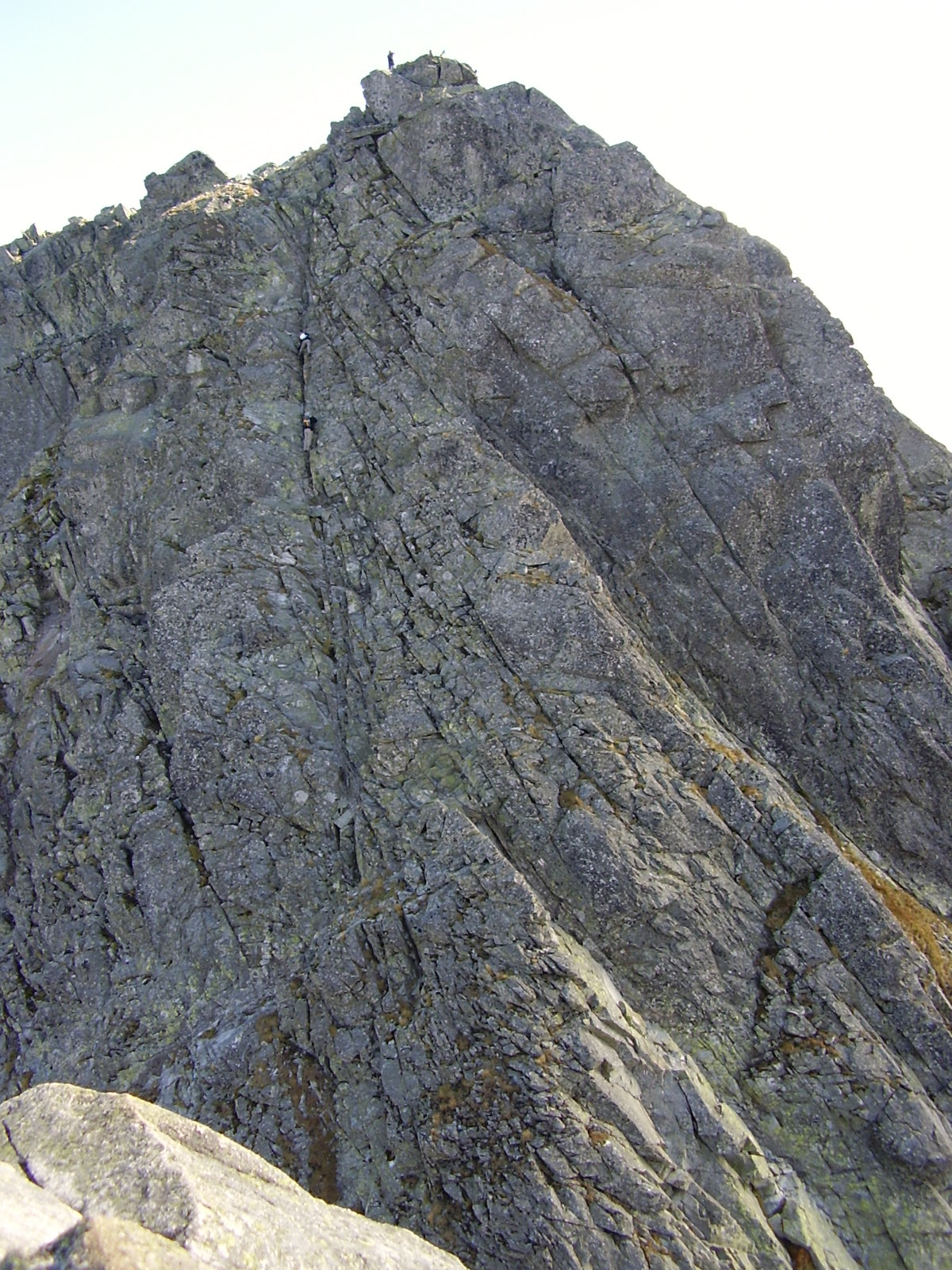
Der Weg vom Kozi Wierch

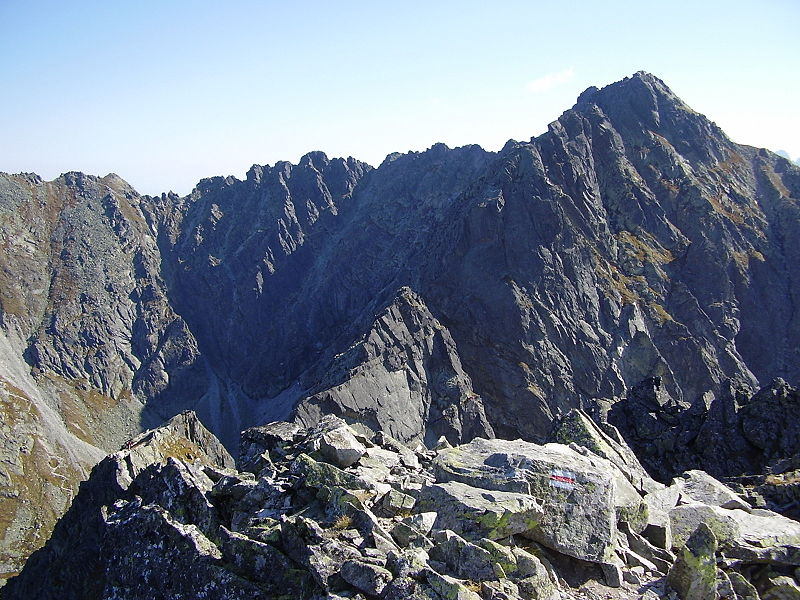
Vom Mały Kozi Wierch

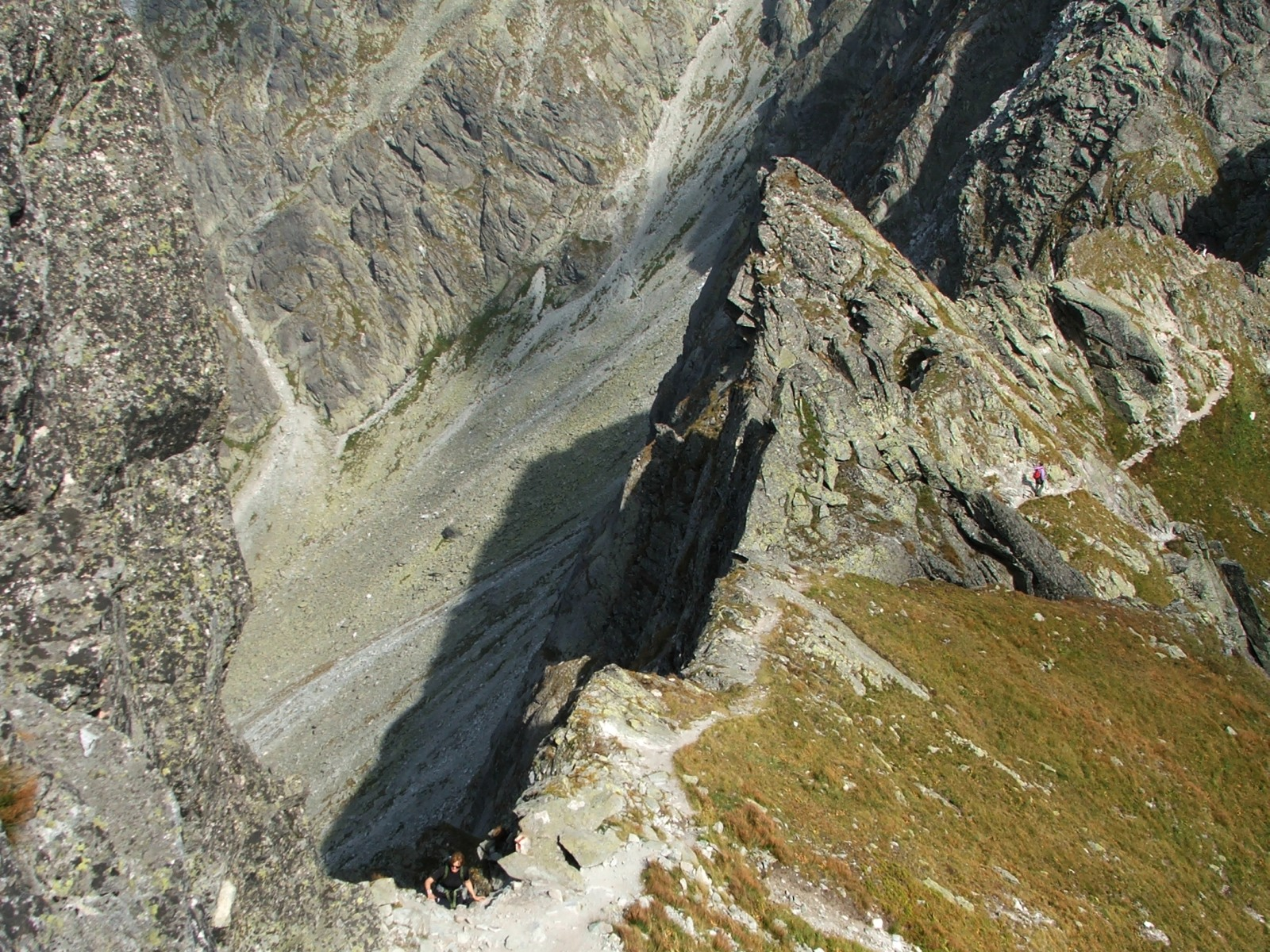
Bei der Wielka Buczynowa Turnia

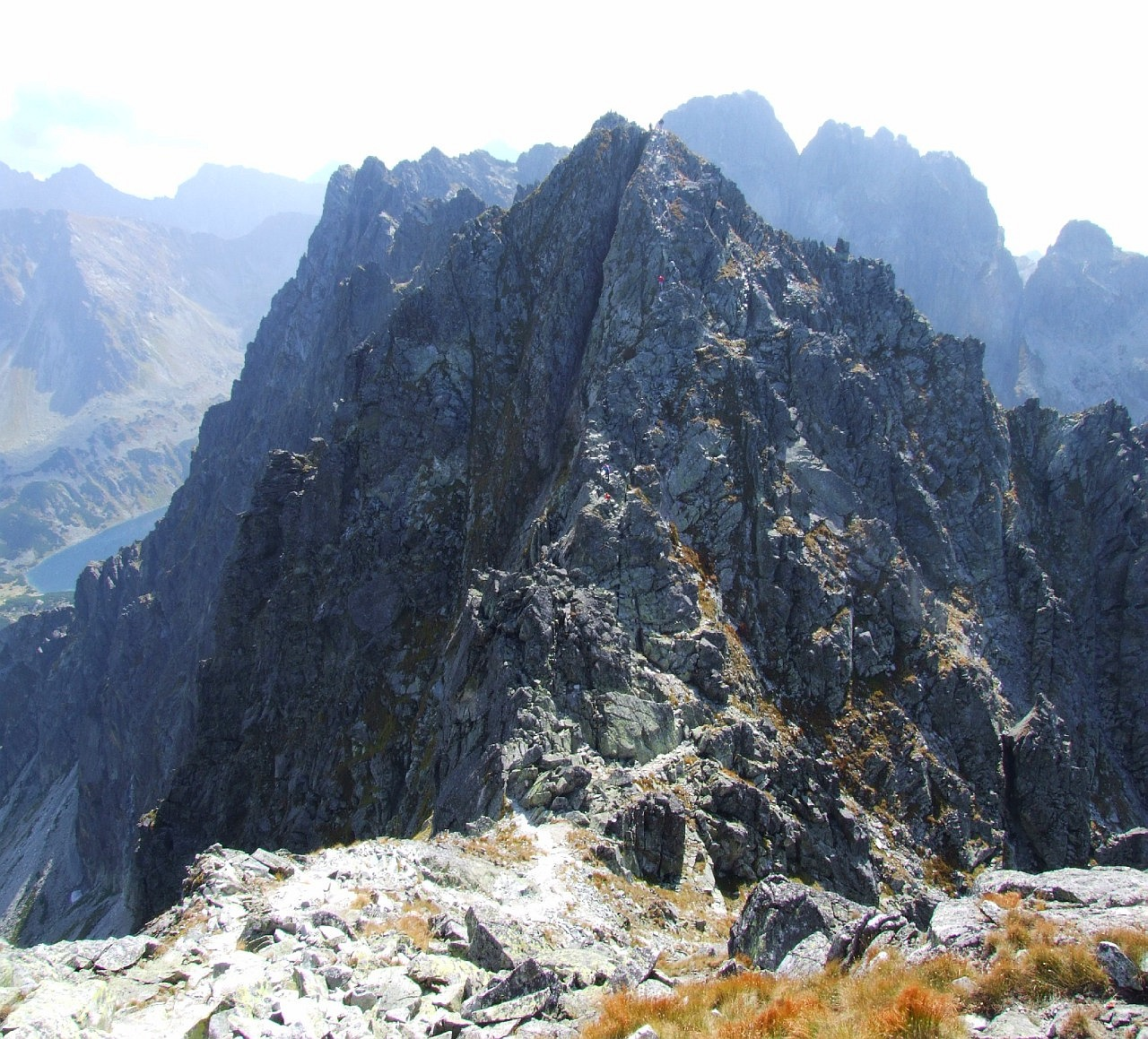
Pośredni Granat vom Weg

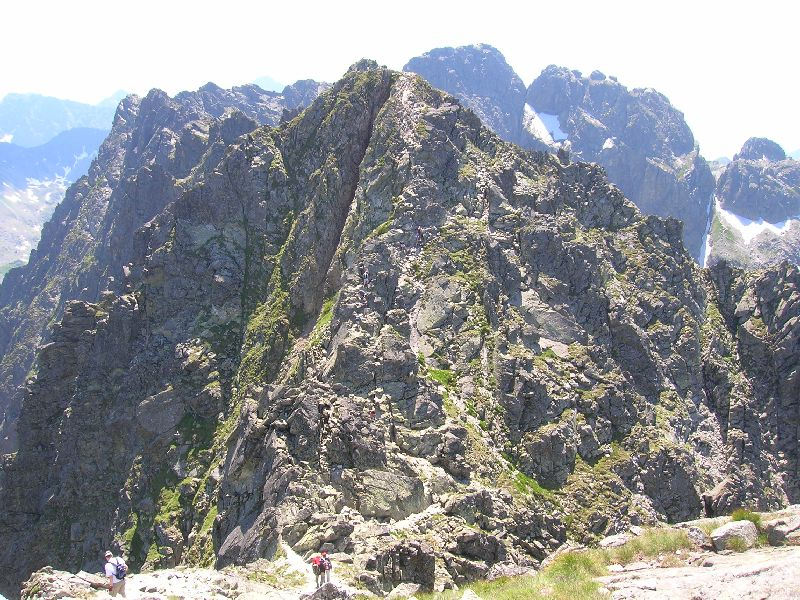
Massiv der Granaty vom Weg

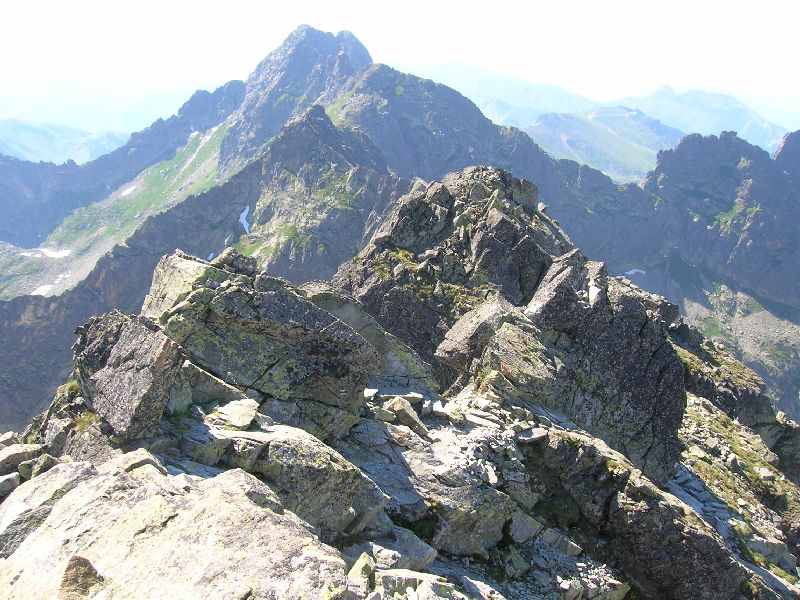
Massiv der Świnica vom Weg

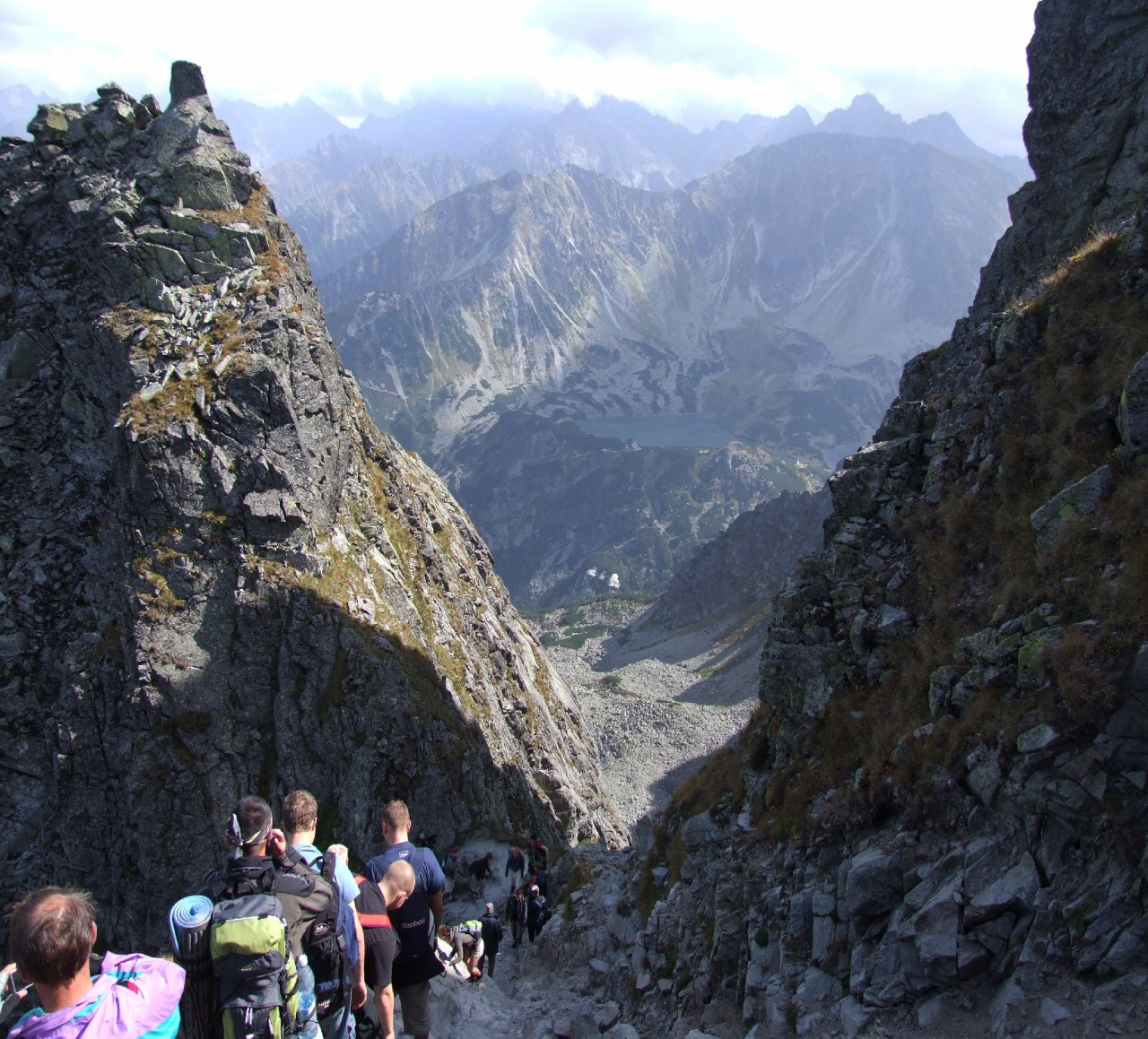
Im Bergpass Granacka Przełęcz

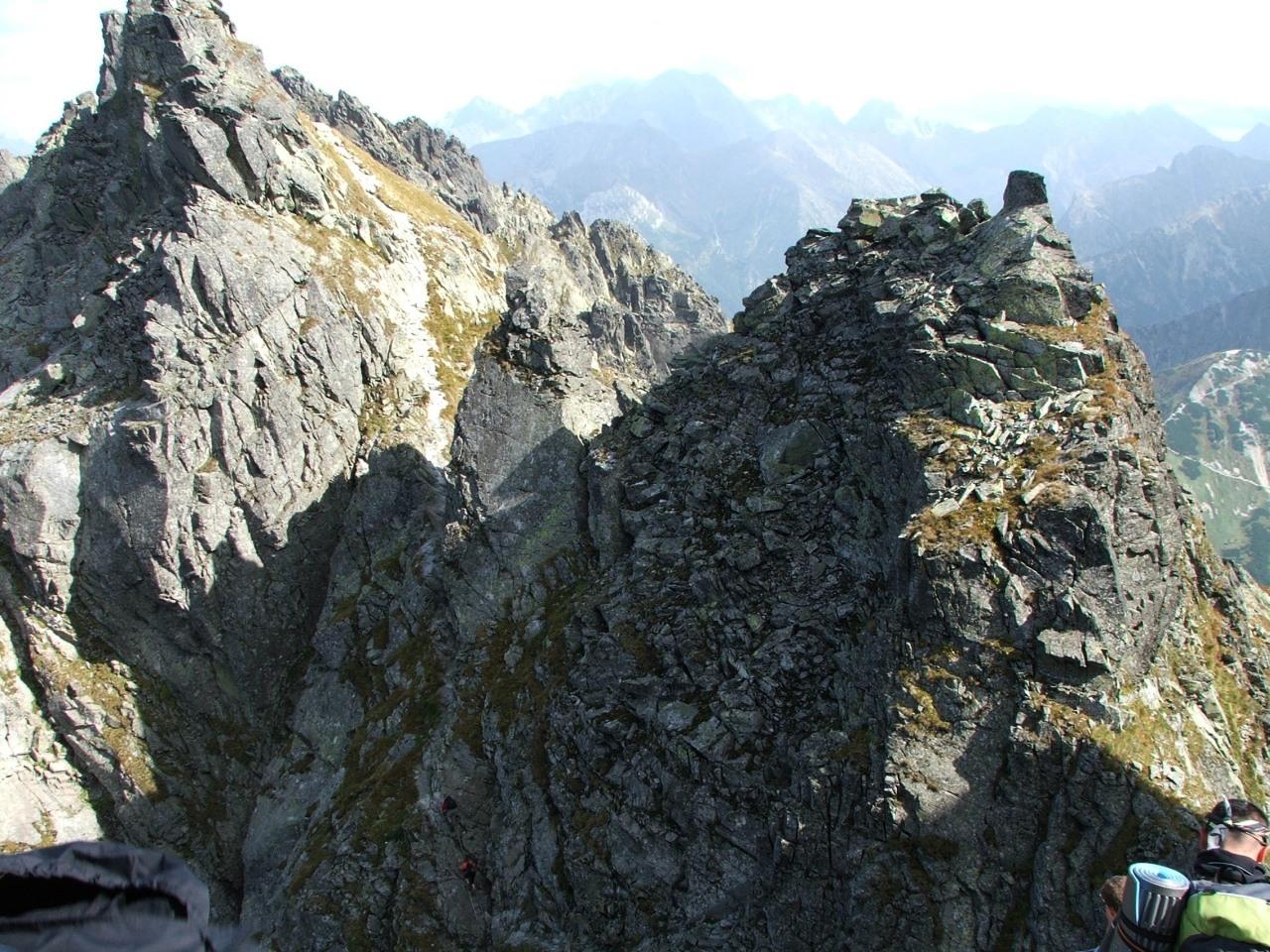
Orle Turniczki

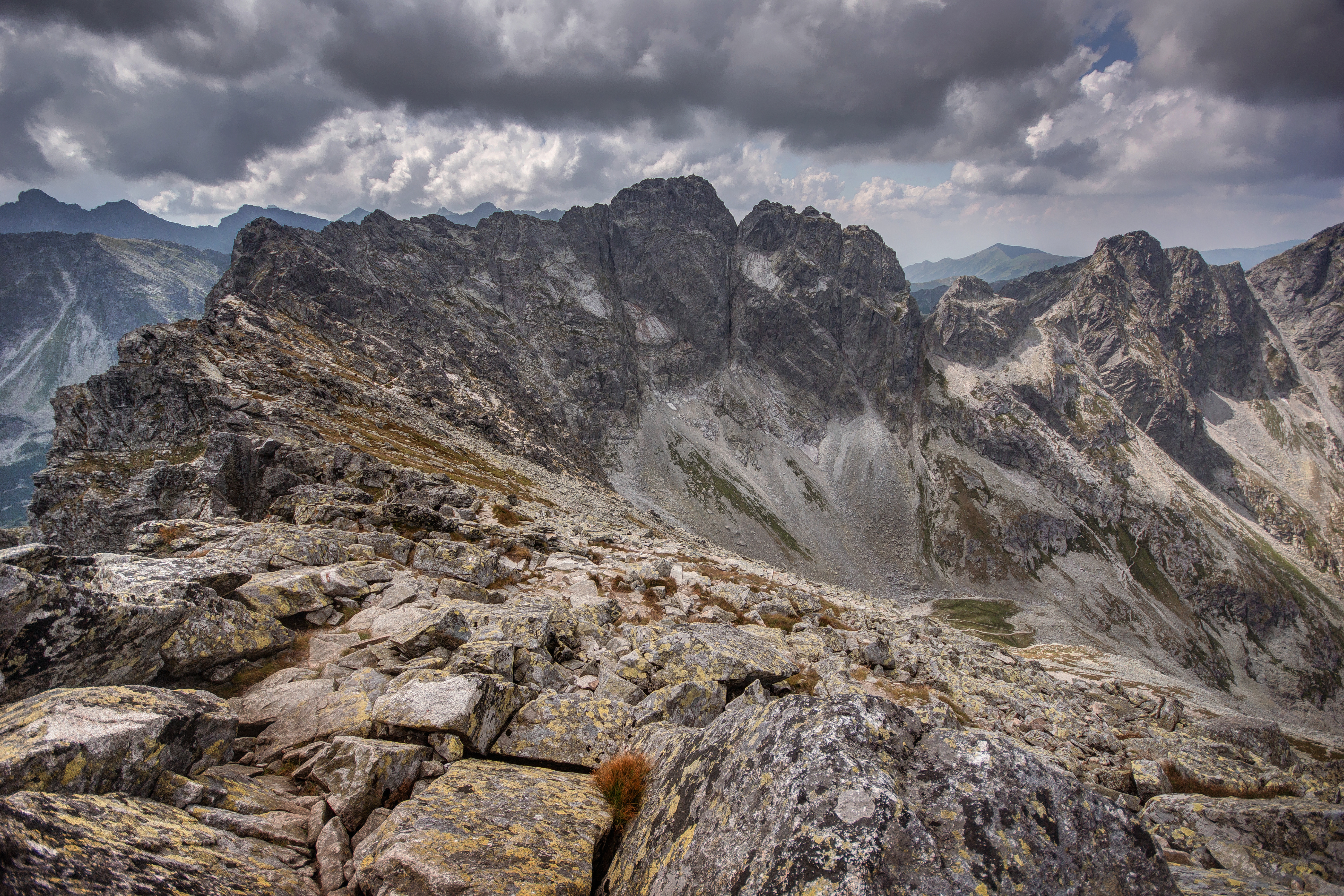
Blick vom Zadni Granat

Orla Perć (deutsch Adlerpfad) ist ein Höhenweg in der Hohen Tatra in Polen. Er gilt als der schwierigste Wanderweg in der Tatra und in ganz Polen. Gleichzeitig ist er der längste Kammweg in der Hohen Tatra. Seine Länge beträgt 4,5 km und man braucht gewöhnlich sechs bis acht Stunden für die ganze Strecke. Er führt entlang des Nordgrats der Świnica. Seit 1906 kamen auf ihm mehr als 140 Menschen ums Leben. Die häufigsten Gründe hierfür waren Ausrutscher und Stürze auf dem feuchten Granit. Deswegen ist seit einiger Zeit auf manchen Teilstrecken die Begehung nur in einer Richtung möglich. Er ist durchgehend rot markiert.

## Lage und Route
Der Weg befindet sich im Zentrum der Hohen Tatra. Am Zawrat-Sattel (2159 m n.p.m.) beginnend führt der Orla Perć entlang des Gebirgskamms über zahlreiche Gipfel – höchster Punkt ist der Kozi Wierch mit 2291 m n.p.m. – und endet schließlich am Krzyżne-Sattel (2112 m n.p.m.). Der Weg ist stellenweise mit Ketten, Leitern und Klammern versichert. Mehrere Wege kreuzen den Orla Perć, diese führen nach Zakopane und zu zwei Berghütten Murowaniec-Hütte und Fünf-Polnische-Seen-Hütte in den angrenzenden Tälern Dolina Gąsienicowa und Dolina Pięciu Stawów Polskich. Es besteht Lawinen- und Steinschlaggefahr.

### Verlauf
Der Orla Perć vorgelagert ist der Weg von der Świnica hinab zum Gebirgspass Zawrat, der über oder an folgenden Gipfeln bzw. Bergpässen führt:
- Gipfel Świnica (Seealmspitze, 2301 m),
- Gebirgspass Świnicka Szczerbina Wyżnia (Obere Seealmkerbe),
- Gipfel Świnicka Kopa (Seealmkoppe),
- Gebirgspass Gąsienicowa Przełączka (Obere Seealmscharte, 2265 m),
- Gipfel Gąsienicowa Turnia (Oberer Seealmturm, 2280 m),
- Gebirgspass Niebieska Przełączka Wyżnia (Obere Niebieskascharte),
- Gipfel Niebieska Turnia (Mittlerer Seealmturm, 2262 m),
- Gebirgspass Niebieska Przełęcz (Niebieskascharte, 2225 m),
- Gipfel Zawratowa Turnia (Unterer Seealmturm, 2245 m)
- Gebirgspass Zawrat (Riegelscharte, 2159 m),

Der Weg ist in beide Richtungen begehbar.

#### Zawrat-Kozi Wierch
Der erste Abschnitt der Orla Perć führt vom Bergpass Zawrat auf den Gipfel Kozi Wierch über oder an folgende Gipfel und Bergpässe:
- Zawrat (2159 m),
- Gipfel Mały Kozi Wierch (Kleiner Gemsenberg, 2226 m) 
  - Gebirgspass Przełęcz Schodki (Kegelsattel, 2065 m),
  - Gipfel Kołowa Czuba (Kegel, 2105 m),
- Gebirgspass Zmarzła Przełączka Wyżnia (Obere Ödkarscharte),
- Gipfel Zmarzłe Czuby (Gefrorene Zacken),
- Gebirgspass Zmarzła Przełęcz (Ödkarscharte, 2126 m),
- Gipfel Zamarła Turnia (Ödkarturm, 2179 m),
- Gebirgspass Kozia Przełęcz (Gemsenscharte, 2137 m),
- Gipfel Kozie Czuby (Gemsenbastei, 2266 m),
- Gebirgspass Kozia Przełęcz Wyżnia (Obere Gemsenscharte, 2240 m),
- Gipfel Kozi Wierch (Gemsenberg, 2291 m).

Der Weg ist seit Juli 2007 nur noch in einer Richtung begehbar, nämlich vom Zawrat auf den Kozi Wierch.

#### Kozi Wierch-Skrajny Granat
Der zweite Abschnitt der Orla Perć führt vom Gipfel Kozi Wierch auf den Gipfel Skrajny Granat über oder an folgende Gipfel und Bergpässe:
- Gipfel Kozi Wierch (Gemsenberg, 2291 m).
- Gebirgspass Kozi Mur (Gemsenmauer),
- Gipfel Buczynowa Strażnica (Buchentalwarte, 2242 m),
- Gebirgspass Przełączka nad Dolinką Buczynową (Schwarzwandscharte, 2225 m),
- Gipfel Czarne Ściany (Schwarzwand, 2242 m),
- Gebirgspass Zadnia Sieczkowa Przełączka (Hintere Sieczka-Scharte, 2194 m),
- Gipfel Zadnia Sieczkowa Turnia (Hinterer Sieczka-Turm, 2222 m),
- Gebirgspass Wyżnie Sieczkowe Siodełko (Oberes Sieczka-Sättelchen, 2217 m),
- Gipfel Skrajna Sieczkowa Turnia (Vorderer Sieczka-Turm, 2226 m)
  - Gebirgspass Niżnie Sieczkowe Siodełko (Unteres Sieczka-Sättelchen, 2199 m),
  - Gipfel Pośrednia Sieczkowa Turnia (Mittlerer Sieczka-Turm, 2205 m),
- Gebirgspass Sieczkowa Szczerba (Sieczka-Scharte, 2215 m),
- Gipfel Zadni Granat (Südliche Granatenspitze, 2240 m),
- Gebirgspass Pośrednia Sieczkowa Przełączka (Mittlere Sieczka-Scharte, 2218 m),
- Gipfel Pośredni Granat (Mittlere Granatenspitze, 2234 m),
- Gebirgspass Skrajna Sieczkowa Przełączka (Vordere Sieczka-Scharte, 2197 m),
- Gipfel Skrajny Granat (Nördliche Granatenspitze, 2225 m).

Der Weg ist in beide Richtungen begehbar.

#### Skrajny Granat–Krzyżne
Der dritte Abschnitt der Orla Perć führt vom Gipfel Skrajny Granat auf den Bergpass Krzyżne über oder an folgende Gipfel und Bergpässe:
- Gipfel Skrajny Granat (Nördliche Granatenspitze, 2225 m),
- Gebirgspass Granacka Przełęcz (Granatenscharte, 2145 m),
- Gipfel Wielka Orla Turniczka (Großes Adlertürmchen, 2160 m),
- Gebirgspass Orla Przełączka Wyżnia (Obere Adlerscharte),
- Gipfel Mała Orla Turniczka (Kleines Adlertürmchen),
- Gebirgspass Orla Przełączka Niżnia (Untere Adlerscharte),
- Gipfel Orla Baszta (Adlerbastei, 2175 m),
- Gebirgspass Pościel Jasińskiego (Jasiński-Scharte, 2125 m),
- Gipfel Buczynowe Czuby (Buchentalhöcker),
- Gebirgspass Przełęcz Nowickiego (Nowicki-Scharte, 2105 m),
- Gipfel Budzowa Igła (Buchentalnadel),
- Gebirgspass Budzowa Przełączka (Buchentalkerbe),
- Gipfel Wielka Buczynowa Turnia (Großer Buchentalturm, 2184 m),
- Gebirgspass Buczynowa Przełęcz (Buchentalscharte, 2127 m),
- Gipfel Mała Buczynowa Turnia (Kleiner Buchentalturm, 2172 m),
- Gebirgspass Wyżnia Przełączka pod Ptakiem (Kleine Buchentalscharte, 2125 m),
- Gipfel Ptak (Vogel, 2135 m),
- Gebirgspass Przełączka pod Ptakiem (Vogelscharte, 2105 m),
- Gipfel Kopa nad Krzyżnem (Kreuzkoppe, 2135 m),
- Gebirgspass Krzyżne (Kreuzsattel, 2112 m).

Der Weg ist in beide Richtungen begehbar.

#### Wołoszyn
Der vierte Abschnitt der Orla Perć führte vom Bergpass Krzyżne über das Massiv des Wołoszyn über oder an folgende Gipfel und Bergpässe:
- Krzyżne (Kreuzsattel, 2112 m),
- Gipfel Mały Wołoszyn (Kleiner Walachenkopf, 2144 m),
- Gebirgspass Wołoszyńska Szczerbina (Walachensattel, 2141 m),
- Gipfel Wielki Wołoszyn (Großer Walachenkopf, 2151 m),
- Gebirgspass Wyżnia Wołoszyńska Przełęcz (Oberer Walachensattel, 2061 m),
- Gipfel Pośredni Wołoszyn (Mittlerer Walachenkopf, 2117 m),
- Gebirgspass Niżnia Wołoszyńska Przełęcz (Unterer Walachensattel, 2036 m),
- Gipfel Skrajny Wołoszyn (Vorderer Walachenkopf, 2092 m),
- Gipfel Wierch nad Zagonnym Żlebem (Bankberg, 2037 m)
- Gebirgspass Karbik (Kerbe, 989 m),
- Gipfel Turnia nad Dziadem (Wasserfallturm, 1901 m).
- Alm Polana pod Wołoszynem (Walachenwiese)

Der vierte Abschnitt wurde 1932 geschlossen und ist mittlerweile zugewachsen. Das Gebiet stellt ein streng geschütztes Naturreservat dar.

## Zugänge
Auf die Orla Perć führen zahlreiche Zugangswege. Sie führen von Seiten: 
- des Kasprowy Wierch und der Świnica

▬ ein rot markierter Zugangsweg, teilweise kettengesichert, 2:25 h;
- des Tals Dolina Gąsienicowa von der Murowaniec-Hütte

▬ ein blau markierter Zugangsweg auf den Gebirgspass Zawrat, teilweise kettengesichert, 2:20 h;
▬ ein gelb markierter Zugangsweg auf den Gebirgspass Kozia Przełęcz, kettengesichert, 2 h;
▬ ein schwarz markierter Zugangsweg über die Rysa Zaruskiego und den Żleb Kulczyńskiego, kettengesichert mit Klammern und Absperrungen, 2:30 h;
▬ ein grün gesicherter Zugangsweg zwischen dem Gebirgspass Zadnia Sieczkowa Przełączka und dem Gipfel Zadni Granat, ohne Sicherung, 2:30 h
▬ ein gelb markierter Zugangsweg unterhalb des Skrajny Granat, ohne Sicherung, 2:25 h;
▬ ein gelb markierter Zugangsweg durch das Tal Dolina Pańszczyca auf den Gebirgspass Krzyżne, ohne Sicherung, 2:45 h
- des Tals Dolina Pięciu Stawów Polskich von der Fünf-Polnische-Seen-Hütte

▬ ein blau markierter Zugangsweg auf den Gebirgspass Zawrat, ohne Sicherung, 1:40 h;
▬ ein gelb markierter Zugangsweg auf den Gebirgspass Kozia Przełęcz, kettengesichert mit Klammern, 1:50 h;
▬ ein schwarz markierter Zugangsweg auf den Kozi Wierch, ohne Sicherung, 1:55 h;
▬ ein gelb markierter Zugangsweg auf den Gebirgspass Krzyżne, ohne Sicherung, 2:05 h.

## Geschichte
Die Idee, hier einen Weg zu bauen, hatte der polnische Dichter Franciszek Henryk Nowicki. Er verfasst am 5. Februar 1901 einen Brief an die Polnische Tatra-Gesellschaft mit der Anregung, einen Wanderweg von dem Wasserfall Wodogrzmoty Mickiewicza über den Wołoszyn, Krzyżne, Granaty, Kozi Wierch und weiter auf den Zawrat anzulegen. Hier sollte der Wanderweg auf den bereits existierenden Kammweg vom Zawrat auf die Świnica, Kasprowy Wierch, Czerwone Wierchy bis ins Tal Dolina Kościeliska treffen. Der Weg wurde durch die Polnische Tatra-Gesellschaft und den Pfarrer Walenty Gadowski zwischen 1903 und 1906 gebaut, die Zustiege hat man zwischen 1904 und 1991 errichtet. Viele Góralen, wie zum Beispiel Jakub Gąsienica Wawrytko und Klemens Bachleda, beteiligten sich am Bau. Der Zustieg vom Zmarzły Staw Gąsienicowy wurde 1912 eröffnet, 1925 geschlossen und 1953 erneut freigegeben.
Die erste Winterbegehung des Teilstücks auf dem Wołoszyn erfolgte am 31. Dezember 1932 durch Witold Henryk Paryski und Tadeusz Pawłowski. Die erste vollständige Winterbegehung haben Zbigniew Jaworowski und Andrzej Manda an den Tagen 17. und 18. April 1949 vollbracht.
Nach einigen schweren Unfällen 2006 wurde vorgeschlagen, den Weg zu sperren und in einen Klettersteig umzuwandeln. Die Bergwacht TOPR verlangte die Demontage aller Ketten und anderer Sicherungen, um den Pfad für alle Nicht-Alpinisten zu sperren. Argumentiert wurde, dass Alpinisten diese Sicherungen nicht benötigen und Nicht-Alpinisten den Höhenweg nicht benutzen sollten. Schließlich wurde beschlossen, den Weg als historischen Weg unverändert zu belassen. Seit Juli 2007 ist die Begehung des Orla Perć auf dem Abschnitt vom Zawrat-Sattel zum Kozi Wierch nur in einer Richtung möglich, mit einem kurzen Teilstück, das in beide Richtungen begangen werden darf.

## Kultur
Der Musiker Roman Kołakowski hat sich in dem Lied Orla Perć mit der Gratwanderung der Philosophie des Pfarrers Józef Tischner befasst.